# دانشکده پزشکی ارومیه
دانشکده پزشکی دانشگاه علوم پزشکی ارومیه یکی از دانشکده‌های پزشکی ایران وابسته به دانشگاه علوم پزشکی ارومیه در ارومیه است. این دانشکده در سال ۱۳۵۶ بنیانگذاری شد و دارای ۵ بیمارستان آموزشی است.

## تاریخچه

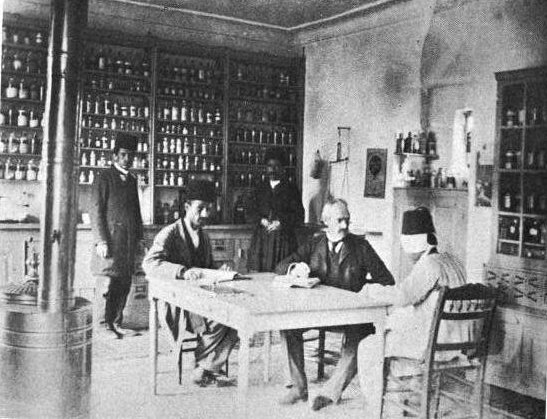
دکتر جوزف کاکرن در شفاخانه وستمینستر در ارومیه

دانشکده کنونی پزشکی ارومیه در سال ۱۳۵۶ بنیانگذاری شد. پیش از آن و در سال ۱۸۷۸ میلادی (۱۲۵۷ خورشیدی)، در یک باغ پانزده هکتاری در ارومیه، یک دانشکده پزشکی توسط میسیونرهای مذهبی آمریکایی که از ۴۰ سال و اندی قبل از آن به ارومیه وارد شده بودند احداث گردید. سرپرستی این دانشکده که قدیمی‌ترین مرکز آموزش عالی به سبک جدید در ایران به‌شمار می‌ورد با آقای دکتر ژوزف کاکران که خود متولد ارومیه بوده و تحصیلات پزشکی را در نیویورک گذرانده بود، بوده‌است. دانشکده پزشکی ارومیه در طی پنج دوره پنج ساله و به مدت ۲۷ سال فعالیت خود، جمعاً ۲۶ پزشک ایرانی را فارغ‌التحصیل نمود و تحویل جامعه آن روز داد. بنا بر شواهد موجود، قبل از آن تاریخ فقط سه پزشک در ارومیه مشغول طبابت بوده‌اند. نمونه‌هایی از گواهینامه دوزبانه فارغ‌التحصیلی پزشکی این مؤسسه به عنوان مدرک ارزشمند در دانشگاه ارومیه امروزه هنوز موجود می‌باشد. در یکی از دوره‌های فارغ‌التحصیلی در سال ۱۲۷۷ مظفرالدین شاه خود شخصاً همراه با دکتر کاکران گواهینامه‌های فارغ‌التحصیلی را امضا کرده و به فارغ التحصیلان اهدا نموده‌اند.
همزمان با تأسیس دانشکده پزشکی رضائیه دو بیمارستان یکصد و پنجاه تختخوابی به ترتیب برای بستری شدن بیماران مرد و زن به نام بیمارستان وستمینستر (به انگلیسی: Westminster Hospital) در ارومیه تأسیس شد که اولین بیمارستان‌های مدرن و مجهز در ایران به‌شمار می‌روند. دکتر کاکرن خود شخصاً ۶ دوره پزشک در این مدرسه در ارومیه تربیت نمود. جانشین وی هری پاکارد (Harry Pakard) عهده‌دار این منصب پس از او گردید. دکتر کاکرن و تقریباً تمامی کادر آمریکایی هیئت علمی این مؤسسه (از جمله دکتر رایت Wright، دکتر هولمز Holmes، دکتر ون نوردن Van Norden، و دکتر میلر Miller) همگی در همان ارومیه به خاک سپرده شدند و مؤسسه نهایتاً تبدیل به دانشگاه ارومیه و سپس دانشگاه علوم پزشکی ارومیه گردید.
قسمت اعظم هزینه احداث بیمارستان وستمینستر و مخارج پزشکان آمریکایی آن در ارومیه بین سال‌های ۱۸۸۱ تا ۱۹۱۸ بر عهده شخص خیری از شهر بوفالو، نیویورک به نام ساموئل کلمنت (Samuel Clement) بود. جمعاً ۳۴ فارغ‌التحصیل، حاصل حضور و فعالیت‌های پزشکان آمریکایی در ارومیه در این سالیان می‌باشند، که از این تعداد ۲۹ نفر مسیحی یا آشوری، و ۵ نفر باقی همه از مسلمانان شهر خوی بودند.